# Singleton (Lancashire)
Singleton – wieś w Anglii, w hrabstwie Lancashire, w dystrykcie Fylde. Leży 63 km na północny zachód od miasta Manchester i 321 km na północny zachód od Londynu. W 2001 miejscowość liczyła 877 mieszkańców.